# Frans Weisz
Frans Andor Benjamin Weisz (Amsterdam, 23 juli 1938) is een Nederlands film- en televisieregisseur. Bekend werk van hem zijn de films De Inbreker (1972), Rooie Sien (1975), Charlotte (1981), de trilogie Leedvermaak (1989), Qui vive (2002) en Happy End (2009), Hoogste Tijd (1995) en de televisieserie Bij nader inzien (1991).

## Biografie
Frans Weisz is de zoon van het Joodse echtpaar Géza Weisz (1904-1944) en Sara Drielsma (1904-1979). Zijn vader kwam om in het vernietigingskamp Auschwitz.
Weisz begon met een studie aan de toneelschool, maar gaf die na een jaar op om naar de Amsterdamse Filmacademie te gaan. Hij kreeg een studiebeurs voor de Italiaanse filmschool Centro Sperimentale di Cinematografia in Rome.
Frans Weisz is getrouwd en vader van acteur Géza Weisz (1986).

## Carrière
Weisz debuteerde in 1964 met de korte film ‘Een zondag op het eiland van de Grande Jatte'. Zijn eerste speelfilm uit 1966, Het gangstermeisje, is gebaseerd op de gelijknamige roman van Remco Campert (1929-2022) uit 1965. De film wordt beschouwd als de eerste Nederlandse nouvelle vague film. Latere boekverfilmingen van Weisz zijn: De inbreker van August Defresne, Naakt over de schutting van Rinus Ferdinandusse, Heb medelij, Jet! naar het boek Geef die mok eens door, Jet! van Heere Heeresma, Havinck van Marja Brouwers, Op afbetaling van Simon Vestdijk, Hoogste tijd van Harry Mulisch en Boy Ecury naar het boek Een Antilliaanse Jongen in het verzet van Ted Schouten.
Zijn speelfilm Charlotte (1981), en de documentaire Leven? Of theater? (2012) hadden beide het leven van de Duits-Joodse kunstenares Charlotte Salomon (1917-1943) tot onderwerp.
Weisz verfilmde verder de toneelstukken Leedvermaak en Qui vive van Judith Herzberg. Met het drieluik Leedvermaak, Qui vive en Happy End had Weisz een primeur in de Nederlandse filmgeschiedenis. De drie speelfilms, met steeds dezelfde cast, volgen over een periode van ruim twintig jaar een disfunctionele, door de Tweede Wereldoorlog getroffen familie.
Frans Weisz werkte onder meer met Louis d'Or-winnaars als Ko van Dijk, Gijs Scholten van Aschat, Pierre Bokma, Edwin de Vries en Jeroen Willems, Theo d'Or-winnaars Sigrid Koetse en Annet Nieuwenhuijzen en Gouden Kalf-winnaars als Rijk de Gooyer, Willeke van Ammelrooy, Gerard Thoolen en Willem Nijholt. Hij werkte tevens met gerespecteerde acteurs als Kitty Courbois, Will van Kralingen en Coen Flink.
In 2023 kwam het boek ‘Dagboek van een filmmaker’ van Frans Weisz uit, waarin stukken uit dagboeken zijn gebundeld, die hij bijhield gedurende de opnames van zijn films.

## Overzicht
- 1964 · Een zondag op het eiland van de Grande Jatte
- 1964 · Gli eroi di ieri, oggi, domani
- 1966 · Het Gangstermeisje
- 1969 - In den beginne… tenslotte
- 1972 · De inbreker
- 1973 · Naakt over de schutting
- 1975 · Rooie Sien
- 1975 · Heb medelij, Jet!
- 1978 · Entrée Brussels
- 1981 · Charlotte
- 1982 · Een zwoele zomeravond
- 1987 · Havinck
- 1989 · Leedvermaak
- 1991 · Bij nader inzien (televisieserie)
- 1993 · Op afbetaling
- 1995 · Hoogste tijd
- 1998 · Het jaar van de opvolging (televisieserie)
- 1999 · Een vrouw van het noorden
- 2001 · Qui vive
- 2001 · Storm in mijn hoofd (telefilm)
- 2003 · Boy Ecury (telefilm)
- 2003 · Ezelsoor (televisieserie)
- 2006 · Hopsi Topsi Land
- 2008 · Terug naar Moreelse Park
- 2009 · Happy End
- 2012 · Life? or Theatre? (documentaire)
- 2013 · Finn
- 2015 · Het Wolfsuur (documentaire)
- 2018 · Het Leven is Vurrukkulluk
- 2020 . Het vermoorde theater (documentaire)

## Nominaties en prijzen
Hij kreeg Gouden Kalveren voor Leedvermaak en Bij nader inzien.
- 2018 - Shortcutz Amsterdam Career Award[1]
- 2021 - Career Achievement Award van Film by the Sea[2]

Frans Weisz is in 2018 bij zijn 50-jarige carrière in dienst van Nederlandse film geridderd tot Officier in de Orde van Oranje-Nassau vanwege zijn verdiensten voor de Nederlandse film.